# 希望丘高校前站
希望丘高校前站（日语：／ Kibōgaoka-Kōkōmae eki */?）是位於福岡縣中間市土手之內，屬於筑豐電氣鐵道筑豐電氣鐵道線的車站。車站編號為CK14。由於此站最接近聯合國教科文組織世界遺產「明治工業革命遺蹟：鋼鐵、造船和煤礦」中的遠賀川水源地泵站，因此在2015年7月10日加設副站名世界遺產遠賀川水源地泵站。

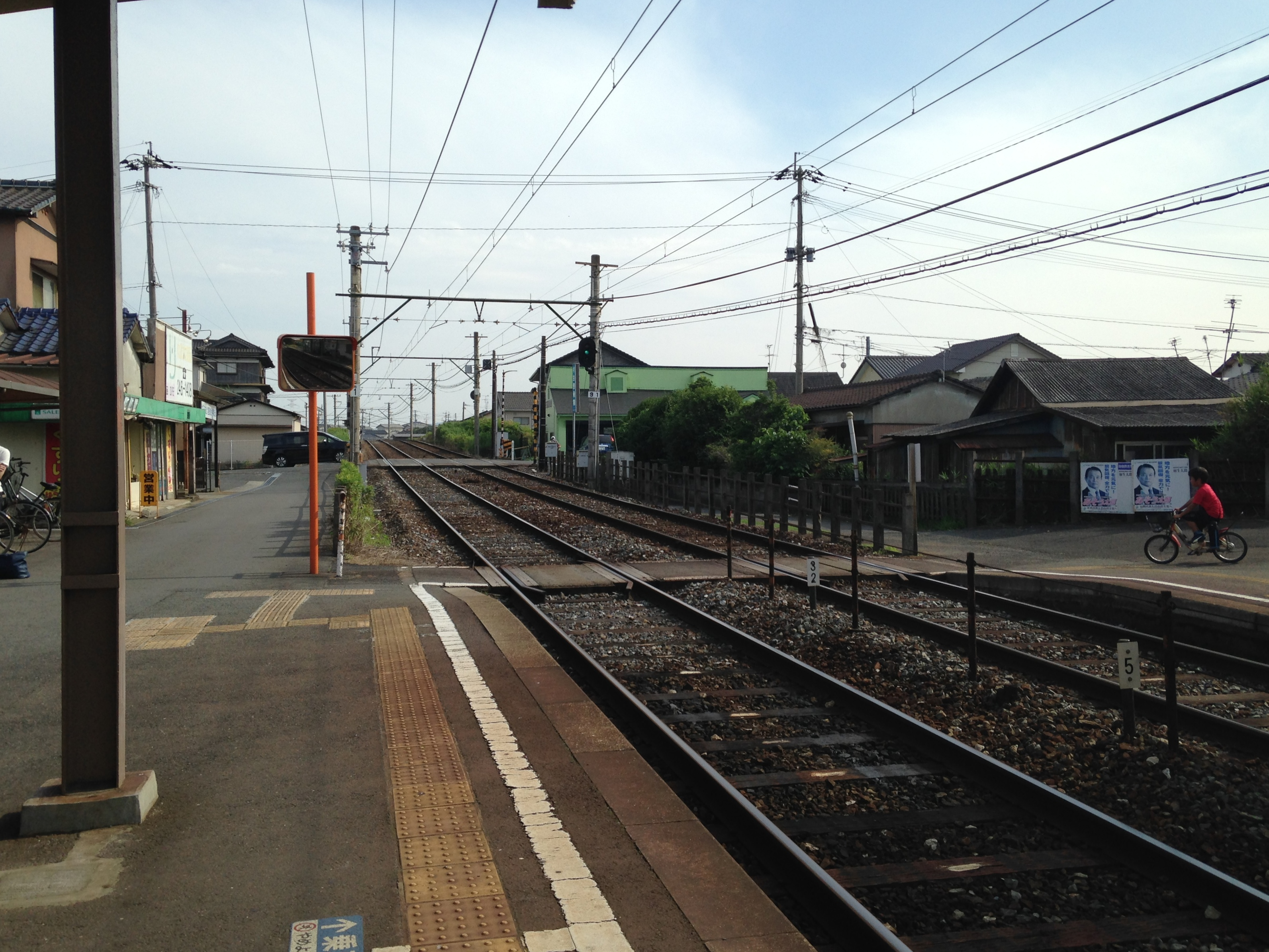
平交道(2016年6月)

## 歷史
- 1958年（昭和33年）4月29日 - 土手之內站（日语：／）啟用。
- 2008年（平成20年）10月1日 - 改名為希望丘高校前站[2]。
- 2013年（平成25年）5月1日 - 定期票、回數票售票處關閉。
- 2015年（平成27年）7月10日 - 加設副站名「世界遺產遠賀川水源地泵站」[1]。

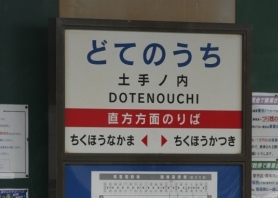
改名前的站名牌
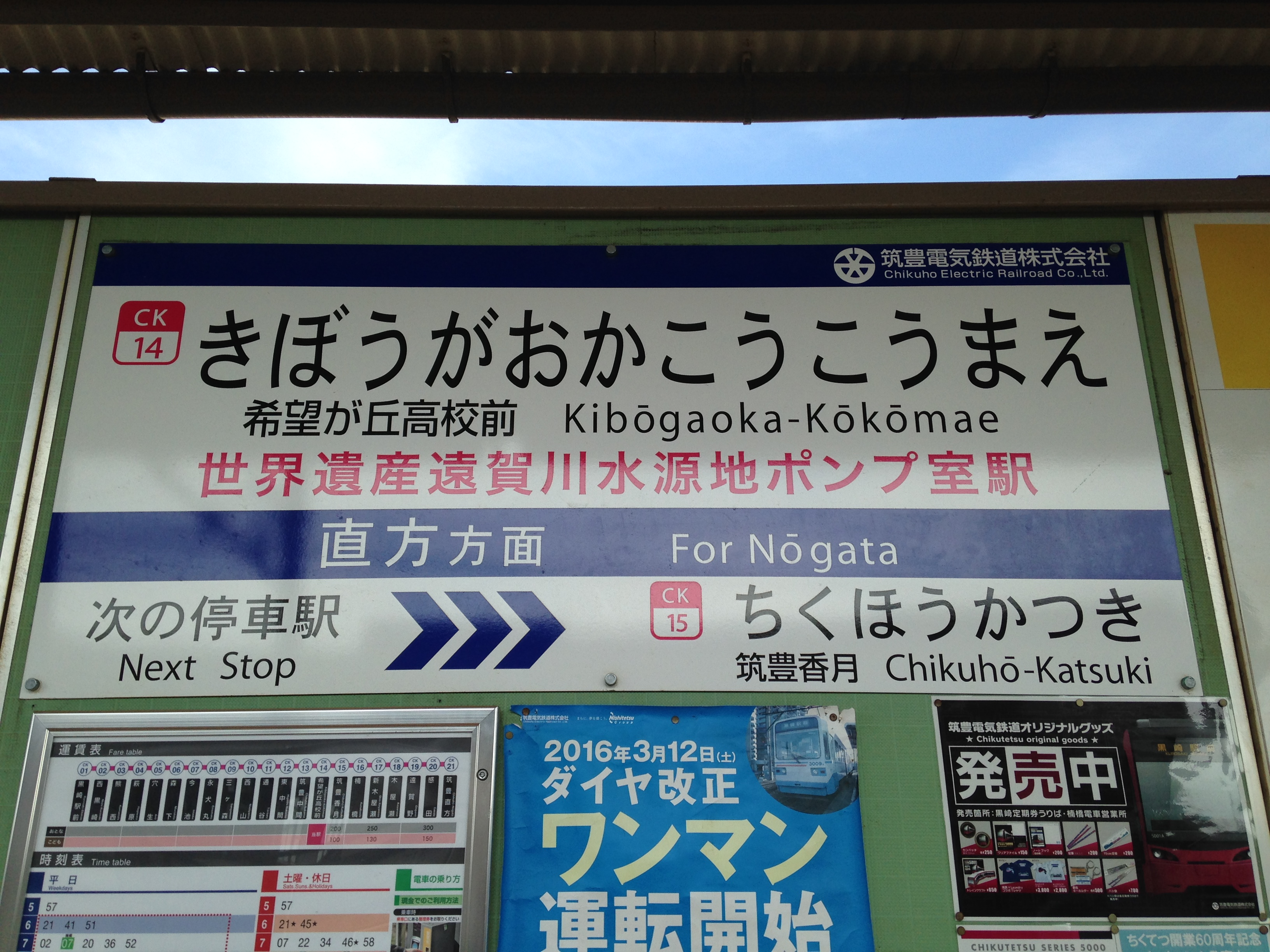
改名後的站名牌
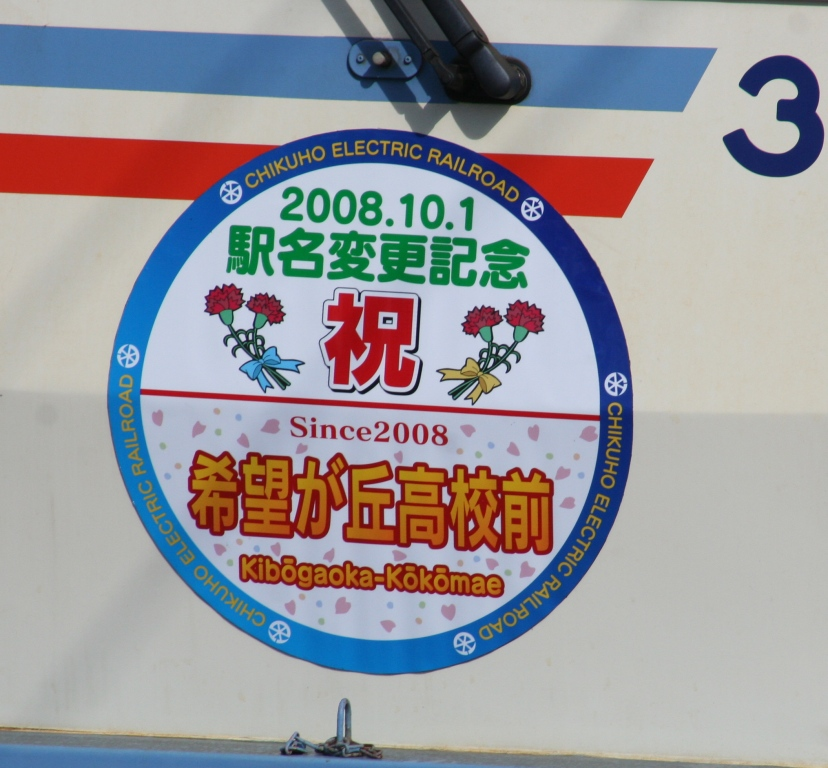
車站改名時的紀念頭牌

## 車站構造
本站是地面車站，設有2面2線的相對式月台。此站是無人車站。

### 月台
| 月台 | 路線        | 方向                 | 備註 |
| ---- | ----------- | -------------------- | ---- |
| 1    | ■筑豐電鐵線 | 楠橋、筑豐直方方向   |      |
| 2    | ■筑豐電鐵線 | 永犬丸、黑崎站前方向 |      |

※實際上沒有月台編號，上述的編號只用作列車運輸指令上使用。

## 使用狀況
在2019年度，1日平均上下車人次為879人。以下為近年1日平均乘車人次列表。
| 年度               | 1日平均 上下車人次 |
| ------------------ | ------------------ |
| 2008年（平成20年） | 1,230              |
| 2009年（平成21年） | 1,140              |
| 2010年（平成22年） | 1,063              |
| 2011年（平成23年） | 1,096              |
| 2012年（平成24年） | 982                |
| 2013年（平成25年） | 955                |
| 2014年（平成26年） | 893                |
| 2015年（平成27年） | 904                |
| 2016年（平成28年） | 904                |
| 2017年（平成29年） | 894                |
| 2018年（平成30年） | 912                |
| 2019年（令和元年） | 879                |

## 車站周邊
車站周邊設有小路前往住宅區。
- 希望丘高等學校（日语：希望が丘高等学校）（步行5分鐘）

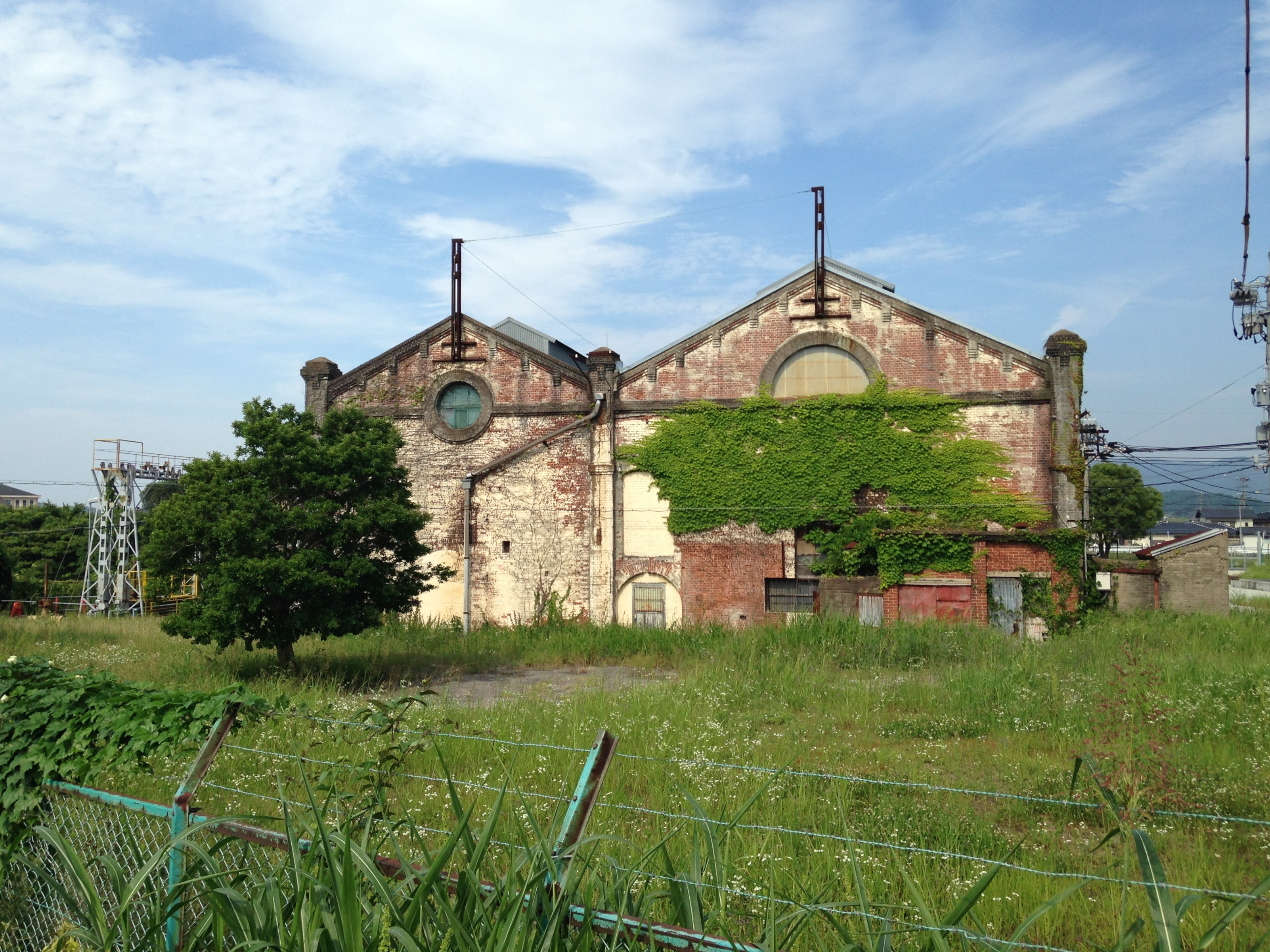
八幡製鐵所遠賀川水源地泵站

- Hallo Day（日语：ハローディ）中尾店（步行約10分鐘）
- 土手之內郵局
- 八幡製鐵所遠賀川水源地泵站（日语：遠賀川水源地ポンプ室）

## 相鄰車站
筑豐電氣鐵道
筑豐電氣鐵道線
筑豐中間（CK13）－希望丘高校前（CK14）－筑豐香月（CK15）

## 注腳
1. 1 2   (PDF) (新闻稿). 西日本鐵道. 2015-07-09  [2020-11-11]. （原始内容 (PDF)存档于2020-11-11） （日语）.
2. ↑   (PDF) (新闻稿). 筑豊電気鉄道. 2008-09-26  [2020-11-11]. （原始内容 (PDF)存档于2020-11-11） （日语）.
3. ↑  鉄道事業｜企業・グループ情報《西鉄について》 （页面存档备份，存于）（日語） 令和元年度 駅別乗降人員
4. ↑   (PDF). 中間市.   [2020-05-28]. （原始内容存档 (PDF)于2021-04-16） （日语）.